# Preston (Maryland)
Preston – miasto w Stanach Zjednoczonych, w stanie Maryland, w hrabstwie Caroline.